# راي مكينلي
راي مكينلي (بالإنجليزية: Ray McKinley)‏ هو قائد فرقة ‏ وعازف جاز ومغني أمريكي، ولد في 18 يونيو 1910 في فورت وورث في الولايات المتحدة، وتوفي في 7 مايو 1995 في لارغو في الولايات المتحدة.

## وصلات خارجية
- راي مكينلي على موقع IMDb (الإنجليزية)
- راي مكينلي على موقع ميوزك برينز (الإنجليزية)
- راي مكينلي على موقع أول ميوزيك (الإنجليزية)
- راي مكينلي على موقع ديسكوغز (الإنجليزية)